# Lisette de Brinon
Lisette, Marquesa de Brinon (23 de abril de 1896-26 de marzo de 1982) fue una socialité francesa, mayormente conocida como la esposa judía del colaborador francés con el régimen nazi, Fernand de Brinon.

## Biografía
Nacida como Jeanne Louise Rachel Franck, vivió en un exilio interno durante toda la Segunda Guerra Mundial. Declarada "aria honoraria", no fue deportada a su muerte, pero tampoco fue bienvenida en Vichy ni en París. 
Nacida en una familia de banqueros judíos en París y anteriormente casada con el banquero judío Claude Ullmann, Lisette de Brinon era una socialité inveterada, rodeada de notables de izquierda (Léon Blum) y de derecha (Pierre Drieu la Rochelle). Emmanuel Berl, más conocido por escribir algunos de los primeros discursos de Philippe Pétain, era primo hermano. 
Su segundo esposo, Fernand, el marqués de Brinon, era un aristócrata católico que se distinguió con una entrevista primeriza con Adolf Hitler, y se convirtió en uno de los arquitectos de la colaboración francesa después de la catastrófica derrota de Francia a manos de los alemanes en junio de 1940. A medida que avanzaba la guerra, la pareja fue distanciada en parte por el inconveniente judaísmo de Lisette, y también por el romance a largo plazo de Brinon con su secretaria Simone Mittre. Lisette intentó seguir a Brinon cuando el gobierno de Vichy huyó al exilio en el castillo del enclave de Sigmaringen después de la liberación aliada. Aunque logró arriesgarse a morir al entrar en Alemania, nunca llegó al castillo. 
Brinon y su esposo fueron capturados por las Fuerzas Aliadas y llevados a juicio en Toulouse. Fue encarcelada brevemente mientras su esposo fue declarado culpable de traición y ejecutado en 1947. Era amiga de otro colaborador, Jacques Benoist-Méchin. 
La marquesa de Brinon murió en 1982 en un hogar de ancianos en el suburbio parisino de Montmorency. 